# Tropobracon infuscatus
Tropobracon infuscatus är en stekelart som beskrevs av Van Achterberg 1993. Tropobracon infuscatus ingår i släktet Tropobracon och familjen bracksteklar. Inga underarter finns listade i Catalogue of Life.